# Équipe du Canada de hockey sur glace au Championnat du monde 2010
L'Équipe du Canada de hockey sur glace termine à la 7e position du Championnat du monde de hockey sur glace 2010.

## Contexte
Le championnat du monde 2010 est disputé entre le 7 mai 2010 et le 23 mai 2010 dans les villes de Cologne et de Mannheim en Allemagne. Il s'agit de la 74e édition du tournoi.

## Alignement

### Joueurs
| Numéro | Nom                  | Position  | Date de naissance | Équipe                    | PJ | B | A | Pts | Pun | Participation |
| ------ | -------------------- | --------- | ----------------- | ------------------------- | -- | - | - | --- | --- | ------------- |
| 2      | Russell, Kris        | Défenseur | 2 mai 1987        | Blue Jackets de Columbus  | 7  | 1 | 3 | 4   | 2   | 1re           |
| 4      | Del Zotto, Michael   | Défenseur | 24 juin 1990      | Rangers de New York       | 5  | 0 | 0 | 0   | 0   | 1re           |
| 5      | Giordano, Mark       | Défenseur | 3 octobre 1983    | Flames de Calgary         | 7  | 3 | 1 | 4   | 10  | 2e            |
| 8      | Burns, Brent         | Défenseur | 9 mars 1985       | Wild du Minnesota         | 7  | 0 | 5 | 5   | 12  | 2e            |
| 9      | Downie, Steve        | Attaquant | 3 avril 1987      | Lightning de Tampa Bay    | 7  | 2 | 0 | 2   | 28  | 1re           |
| 10     | Perry, Corey         | Attaquant | 16 mai 1985       | Ducks d'Anaheim           | 7  | 2 | 4 | 6   | 8   | 1re           |
| 11     | Raymond, Mason       | Attaquant | 17 septembre 1985 | Canucks de Vancouver      | 3  | 0 | 1 | 1   | 0   | 1re           |
| 13     | Whitney, Ray         | Attaquant | 8 mai 1972        | Hurricanes de la Caroline | 7  | 2 | 6 | 8   | 0   | 4e            |
| 14     | Eberle, Jordan       | Attaquant | 15 mai 1990       | Pats de Regina            | 4  | 1 | 3 | 4   | 0   | 1re           |
| 17     | Bourque, René        | Attaquant | 10 décembre 1981  | Flames de Calgary         | 7  | 1 | 1 | 2   | 14  | 1re           |
| 18     | Staal, Marc          | Défenseur | 13 janvier 1987   | Rangers de New York       | 7  | 0 | 1 | 1   | 2   | 1re           |
| 19     | Kane, Evander        | Attaquant | 2 août 1991       | Thrashers d'Atlanta       | 7  | 2 | 2 | 4   | 6   | 1re           |
| 20     | Tavares, John        | Attaquant | 20 septembre 1990 | Islanders de New York     | 7  | 7 | 0 | 7   | 6   | 1re           |
| 21     | Laich, Brooks        | Attaquant | 23 juin 1983      | Capitals de Washington    | 7  | 1 | 0 | 1   | 0   | 1re           |
| 22     | Beauchemin, François | Défenseur | 4 juin 1980       | Maple Leafs de Toronto    | 7  | 0 | 1 | 1   | 0   | 1re           |
| 28     | Cumiskey, Kyle       | Défenseur | 2 décembre 1986   | Avalanche du Colorado     | 7  | 0 | 3 | 3   | 0   | 1re           |
| 29     | Ott, Steve           | Attaquant | 19 août 1982      | Stars de Dallas           | 7  | 0 | 1 | 1   | 20  | 1re           |
| 47     | Peverley, Rich       | Attaquant | 8 juillet 1982    | Thrashers d'Atlanta       | 7  | 1 | 3 | 4   | 4   | 1re           |
| 57     | Myers, Tyler         | Défenseur | 1er février 1990  | Sabres de Buffalo         | 7  | 0 | 2 | 2   | 4   | 1re           |
| 91     | Stamkos, Steven      | Attaquant | 7 février 1990    | Lightning de Tampa Bay    | 5  | 2 | 1 | 3   | 10  | 2e            |
| 92     | Duchene, Matt        | Attaquant | 16 janvier 1991   | Avalanche du Colorado     | 7  | 4 | 3 | 7   | 0   | 1re           |
| 94     | Smyth, Ryan          | Attaquant | 21 février 1976   | Kings de Los Angeles      | 1  | 0 | 0 | 0   | 0   | 8e            |

### Gardiens de but
| Numéro | Nom           | Date de naissance | Équipe                | PJ | V | D | Min | BC | Moy  | Bl | A | Pts | Pun | Participation |
| ------ | ------------- | ----------------- | --------------------- | -- | - | - | --- | -- | ---- | -- | - | --- | --- | ------------- |
| 30     | Johnson, Chad | 10 juin 1986      | Wolf Pack de Hartford | 3  | 0 | 0 | 73  | 1  | 0,82 | 0  | 0 | 0   | 0   | 1re           |
| 40     | Dubnyk, Devan | 4 mai 1986        | Oilers d'Edmonton     | -  | - | - | -   | -  | -    | -  | - | -   | -   | 1re           |
| 50     | Mason, Chris  | 20 avril 1976     | Blues de Saint-Louis  | 7  | 3 | 4 | 343 | 16 | 2,80 | 0  | 1 | 1   | 0   | 4e            |

### Entraîneurs
| Poste                | Nom              | Équipe                 |
| -------------------- | ---------------- | ---------------------- |
| Entraîneur-chef      | MacTavish, Craig | Hockey Canada          |
| Assistant entraîneur | DeBoer, Peter    | Panthers de la Floride |
| Assistant entraîneur | Moores, Bill     | Hockey Canada          |

## Résultat
- Classement final au terme du tournoi[2] : 7e position